# Археология Ирана
Археология Ирана — совокупность археологических исследований и находок на территории современного Ирана. На сегодняшний день на территории современного Ирана обнаружены многочисленные памятники доисторической эпохи и первобытной культуры, бронзового и железного века, античности и средневековья.
Доисторический период Ирана охватывает палеолит (см. палеолит в Иране), эпипалеолит, неолит и энеолит.
В бронзовом веке часть территории Ирана была занята культурами, имевшими письменность (Элам), но часть культур, достигшая примерно того же уровня развития, оставалась бесписьменной. Поздний бронзовый век является концом дописьменной истории Ирана.

## Нижний и средний палеолит
Первые свидетельства присутствия нижнепалеолитической индустрии в Западном Иране были зафиксированы на холме Гакия, расположенном примерно в 14 км к востоку от Керманшаха. Артефакты раннего палеолита из провинции Керманшах датируются возрастом от 700 тыс. до 1 млн л. н. Специфическая грушевидная структура найденных топоров характерна для Homo erectus, а также для ассоциированного с этим видом гейдельбергского человека (Homo heidelbergensis).
Каменные орудия из коричневого кремня со среднепалеолитическими чертами (в частности продукты леваллуазского расщепления), найденные на поверхности близ пещеры Мар-Гверга-Лан (2 км к северо-западу от Кахреха) на горе Гверга-Лан в районе Холилан (Holeylan), схожи с ашельской индустрией. Нуклевидные чопперы имеют отличительные признаки, присущие поздним нижнепалеолитическим комплексам Загроса. Ашельские изделия найдены в Ганджи-Паре. К нижнему палеолиту относятся артефакты из пещеры Дарбанд.
В пещере Калех-Курд (остан Казвин) нашли останки человека, который жил в период от 700 до 600 тыс. лет назад.
Археологические артефакты среднего палеолита обнаружены в Кашафруде.
Молочный зуб ребёнка из пещеры Калех-Курд датируется возрастом от 220 до 154 тыс. лет назад.
Также в Иране обнаружены мустьерские орудия, изготовленные неандертальцами. Слой 2 памятника Хумиан-1 (Кухдешт, Центральный Загрос) с мустьерской индустрией загросского типа датируется возрастом 148 000 ± 35 000 тыс. лет назад.
Останки неандертальцев периода среднего палеолита найдены главным образом в регионе Загроса, несколько меньше — в центральном Иране, в таких местах, как Кобе, Кунджи, Бисетун, Тамтама, Варваси и пещера Яфте.
В Южном Загросе в среднепалеолитических слоях пещеры Гар-э-Буф (Ghar-e Boof) нашли остатки костей леопарда, с которого сняли шкуру около 50 тыс. лет назад.
Молочный зуб шестилетнего неандертальца BY1, найденный в скальном укрытии Бава-Яван (Bawa Yawan) в Центральном Загросе, радиоуглеродным методом датируется возрастом около 43—41 тыс. лет назад. Это вторая находка останков неандертальцев на территории Ирана.

## Верхний палеолит и эпипалеолит
Верхний палеолит в Иране наступил около 36 тыс. лет назад, когда неандертальцы исчезли, а на их место пришли кроманьонцы, относившиеся к барадостской культуре (en:Warwasi, en:Yafteh). Свидетельства верхнего палеолита и эпипалеолита происходят в основом из региона Загросских гор (например, пещера Яфте (Yafteh Cave)), ряд памятников с нагорья Алборз и Центрального Ирана. Останки гоминин из пещеры Эшкафт (Eshkaft–e Gavi Cave) датируются возрастом 35 тыс. лет.
Около 18 тыс. лет назад барадостскую культуру вытеснила зарзийская культура, возможно, родственная предыдущей. Это была культура эпипалеолита, просуществовавшая примерно до 11000 г. до н. э. В те времена охотники-собиратели жили в основном в пещерах Загросских гор. По сравнению с предыдущими культурами охотников-собирателей увеличилось разнообразие употребляемых в пищу животных и растений (в частности, к рациону добавились фисташки и дикие фрукты, а также улитки и крабы) (Flannery 1973). 12 тыс. л. н. была обитаема пещера Али-Садр.

## Мезолит и неолит
Нам почти ничего не известно о почти 2500-летнем периоде, который последовал за окончанием эпипалеолита около 11 000 г. до н. э. К югу от Бехшехра на склонах Эльбурса находятся пещеры Хоту (Huto/Hotu) и Гари-Камарбанд или пещеры Белт (en:Huto and Kamarband Caves) со слоями эпохи мезолита и неолита. Много информации принесло открытие стоянки Асиаб (около 8500-8000 гг. до н. э.) в окрестностях Керманшаха. Асиаб был небольшим лагерем охотников-собирателей, которые населяли его не постоянно, а в определённые сезоны. В пищу стали употреблять диких коз и овец; кроме того, на стоянках того периода обнаружено большое количество раковин улиток. Археологи считают, что последние употреблялись в пищу, только когда охота была безуспешной.
Несколько поселений, существовавших относительно постоянно (а не сезонно) в Загросских горах, относились к периоду 8000 — 6800 гг. до н. э. Культура стоянок Ганджи-Даре и Абдул-Хосейн всё ещё не обладала керамикой, поэтому данный период обозначается как докерамический неолит. Этот термин также применим к наиболее ранним слоям холма Гуран в Луристане, а также к памятникам Али-Кош и Чога-Сефид на равнине Де-Луран, к западу от Загросских гор. В этих местах впервые начался выпас стад коз и овец. Переход к скотоводству означал совершенно новый тип хозяйства. Он сопровождался многочисленными инновациями, в частности, в архитектуре жилищ. Нам достоверно неизвестно, культивировались ли в это время злаки. Встречаются орудия для сбора урожая и изготовления продуктов для злака, но находки обожжённого зерна чрезвычайно редки.
Статуэтки животных и людей возрастом около 9000 лет обнаружены в Тепе-Сараб в провинции Керманшах, наряду с другими артефактами. В 8 тыс. до н. э. в западном Иране начали формироваться аграрные общины, такие, как Чога-Бонут (древнейшая известная деревня в Сузиане), либо в результате автохтонного развития, либо в результате внешнего влияния. Примерно в то же самое время были изготовлены наиболее ранние из известных в Иране глиняные сосуды и человеческие фигурки из терракоты, найденные в Ганджи-Даре, также в западном Иране. Юго-западная часть Ирана входила в Плодородный полумесяц — регион, где впервые стали культивироваться основные сельскохозяйственные культуры в таких деревнях, как Сузы (ныне — город, существующий с 7000 г. до н. э.) и Чога-Миш, чей возраст датируется около 6800 г. до н. э. В ходе раскопок в Загросских горах обнаружены сосуды с вином возрастом около 7 тыс. лет (ныне выставлены в Университете Пенсильвании) и руины того же времени в Сиалке и ряде других мест. Двумя основными поселениями неолита среди археологов Ирана считаются культура реки Заянде-Руд и Ганджи-Даре.

## Бронзовый век
На территории Ирана обнаружено большое количество поселений, в том числе городского типа, относящихся к 4 тыс. до н. э. Одной из наиболее ранних цивилизаций была джирофтская культура на юго-востоке Ирана, территория остана Керман. Это одна из самых богатых артефактами культур Среднего Востока. Обнаружено большое количество объектов, украшенных гравированными изображениями животных и архитектурными мотивами. Многие из объектов изготовлены из мягкого серо-зелёного камня хлорита, а также из меди, бронзы, терракоты и даже лазурита. В ходе недавних раскопок здесь обнаружены надписи, по возрасту, возможно, предшествовавшие месопотамским.
Существуют многочисленные письменные свидетельства о различных цивилизациях, существовавших на Иранском плато до прибытия древних персоязычных племён в раннем железном веке. Одной из главных древних цивилизаций Ирана был Элам, находившийся к востоку от Месопотамии, возникший около 3000 г. до н. э. Джирофтская культура возникла на юго-востоке Ирана, вероятно, также около 3000 г. до н. э.
В ходе раннего бронзового века происходит рост урбанизации, посёлки превращаются в города-государства, а в урукский период на Ближнем Востоке возникает письменность. К сожалению, протоэламское письмо остаётся недешифрованным, а шумерские документы, относящиеся к Эламу, весьма скудны.